# Brotas de Macaúbas
Brotas de Macaúbas är en kommun i Brasilien.   Den ligger i delstaten Bahia, i den östra delen av landet, 700 km nordost om huvudstaden Brasília. Antalet invånare är 10 718.
Omgivningarna runt Brotas de Macaúbas är huvudsakligen savann. Runt Brotas de Macaúbas är det mycket glesbefolkat, med 3 invånare per kvadratkilometer.